# NGC 6318
NGC 6318 је расејано звездано јато у сазвежђу Шкорпија које се налази на NGC листи објеката дубоког неба.
Деклинација објекта је - 39° 25' 26" а ректасцензија 17h 16m 13,4s. Привидна величина (магнитуда) објекта NGC 6318 износи 11,8. NGC 6318 је још познат и под ознакама OCL 1004, ESO 333-SC1.